# Israel ben Moshé Najara
Israel ben Moshé Najara (en hebreo: ישראל בן משה נג'ארה) (nacido en 1555 en Safed; muerto en 1628 en Gaza) - rabino, cabalista, vivió a fines de los siglos XVI y XVII en Palestina y Siria. Fue un conocido poeta y predicador.

## Biografía
Israel Najara nació en 1555 en Safed, Palestina, entonces parte del Imperio otomano. Sus padres eran judíos, expulsados por el edicto de la Alhambra de España. Procedían de la localidad de Nájera, de donde deriva su apellido familiar. Estudió el Talmud de Babilonia con su padre. Estuvo fuertemente influenciado por la Cábala Luriana. De joven fue a Damasco, donde se convirtió en rabino de la comunidad judía española.
Luego regresó a Safed donde se casó. Su esposa y su hija enfermaron y ambas murieron. Luego partió nuevamente hacia Damasco, donde se casó por segunda vez (tuvieron tres hijos). Luego se trasladó a Gaza, donde permaneció de forma permanente. Murió en 1628 y fue enterrado en el cementerio judío de Gaza.

## Obras
Fue bien conocido como poeta. Su poesía muestra la influencia de las comunidades judías de los Balcanes, India y Medio Oriente. Trató de combinar temas espirituales con cuestiones locales de la vida cotidiana. El rabino Israel usó canciones y melodías populares, reemplazando su texto con palabras hebreas dirigidas a Dios. Esto resultó en la creación de himnos que probablemente fueron la primera poesía hebrea cantada. Escribió piyutim, pizmonim, selijot y canciones fúnebres. 
- Mesajeket ha-Tebel, un poema publicado en 1587 en Safed.

- Zemirot Yisrael, originalmente titulado Zemirot Yisrael Najara, se publicó por primera vez en Safed (1587) y contenía 108 piyutim e himnos.

- Pizmonim, una colección de himnos publicada en Viena en 1858 por Michael Friedländer.